# FK Qala
Qala Goranboy FK was een Azerbeidzjaanse voetbalclub uit Goranboy. De club werd in 2023 opgericht speelde in het seizoen 2023/2024 in de Azərbaycan Region Liqası waar het als elfde eindigde. 